# Antônio Clementino de Oliveira

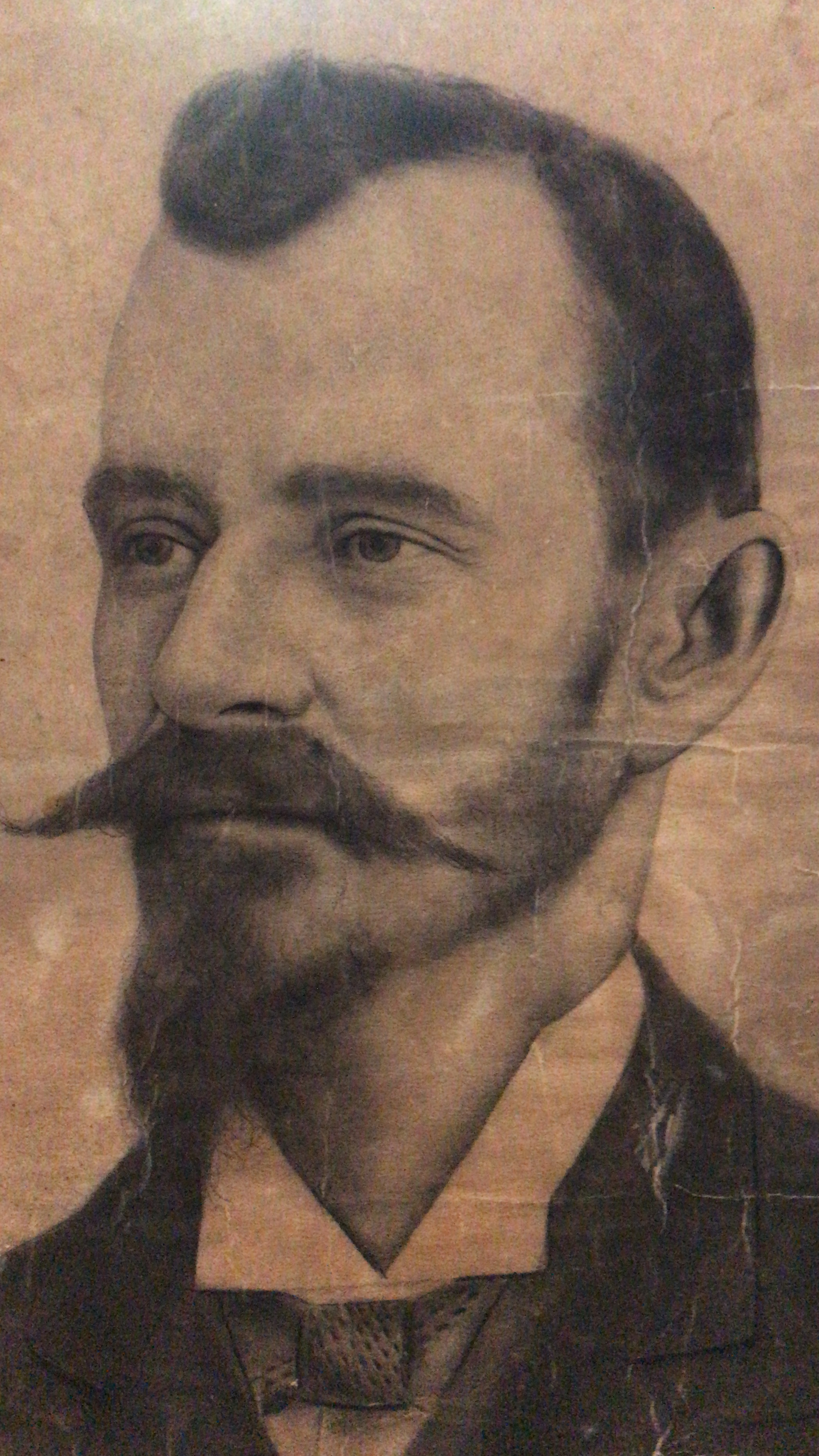

Antônio Clementino de Oliveira (Fortaleza, 14 de fevereiro de 1862 - Natal, 12 de janeiro de 1912 (49 anos)), foi editor e coordenador do Jornal do Ceará.

## Biografia
Trabalhou como editor e coordenador do periódico oposicionista ao governo de Antônio Pinto Nogueira Acioly, Jornal do Ceará, no começo do século XX. Casou-se com Maria Alves Couto em 22 de novembro de 1887, com quem teve sete filhos. Morre em 1912 em um conflito armado com o governador.

## Conflito com governador do Ceará
Capitão Clementino, como era conhecido, foi gerente e coordenava a edição do Jornal do Ceará que tornava público os constantes abusos do governador Antônio Pinto Nogueira Acioly. O desvio de verbas, a prática de nepotismo, coerção, perseguição da imprensa e repressão contra aqueles que eram desfavoráveis ao seu governo foram assuntos apontados no jornal, que era oposição ao governo estadual cearense, no Brasil da Política do café com leite.
Em 12 de julho de 1904, a mando do governador, policiais vestidos à paisana surraram Antônio Clementino de Oliveira para matá-lo. O jornalista, no entanto, não morreu e mais tarde, logo após sair da Santa Casa de Misericórdia, foi preso com a acusação de tentativa de assassinato de um destes policiais. Teve Habeas Corpus negado e ficou em cárcere na prisão estadual de Fortaleza. O caso foi para o STF, que, afinal, concedeu liberdade para Clementino de Oliveira.
Após ser liberto, foge para o norte brasileiro com a família, pois sabia que corria risco de vida. 

## Morte
A janeiro de 1912, Antônio Clementino de Oliveira recebe um telegrama avisando da deposição do governador Antônio Pinto Nogueira Acioly. A mensagem ainda informava que o (agora) ex governador, iria fazer escala no porto de Natal, a caminho para o Rio de Janeiro.
No dia 12 de janeiro, na capital do Rio Grande do Norte, Antônio e seu filho primogênito, Francisco Clementino de Oliveira, pegam uma pequena embarcação para chegar ao navio que estava o ex-governador. Ao subir na embarcação foram reconhecidos e após troca de tiros morrem Antônio Clementino de Oliveira e o filho mais velho de Acioly, Antônio Pinto Nogueira Accioly Filho, este último apunhalado por Francisco Clementino de Oliveira.